# Bubú pit de sofre
El bubú pit de sofre (Chlorophoneus sulfureopectus) és un ocell de la família dels malaconòtids (Malaconotidae).

## Hàbitat i distribució
Habita les sabanes i boscos del Senegal, Gàmbia, sud-oest de Mali, Guinea, Sierra Leone, Burkina Faso, Costa d'Ivori, Ghana, Togo, Benín, Nigèria i sud de Níger, Camerun, el Gabon, República Centreafricana i sud de Txad i sud del Sudan, Etiòpia, Somàlia, República Democràtica del Congo, Ruanda, Burundi, Uganda, Kenya, Tanzània, Malawi, Zàmbia, Zimbabwe, Moçambic, Angola i cap al sud (a excepció dels boscos de l'Àfrica central i Occidental) fins al nord de Namíbia, nord i est de Botswana i l'est de Sud-àfrica.